# مطار قندلة
مطار قندلة (إياتا: CXN، إيكاو: HCMC) هو طار يخدم مدينة قندلة، الواقعة في شمال شرق محافظة باري بولاية بونتلاند الصومالية.

## المرافق
مطار قندلة عبارة عن مطار صغير، يصل ارتفاعه إلى 9 قدم (2.743 م) فوق مستوى سطح البحر، كما يضم مدرجا غير معبد يبلغ ارتفاعه 3579 قدمًا (1.091 مترًا).